# Von hier an blind
Von Hier An Blind is het tweede album van de Duitse band Wir sind Helden.

## Tracklist
1. Wenn es passiert – 3:33
2. Echolot – 4:31
3. Von hier an blind – 3:30
4. Zuhälter – 3:30
5. Ein Elefant für dich – 4:42
6. Darf ich das behalten – 3:18
7. Wütend genug – 4:29
8. Geht auseinander – 3:10
9. Zieh dir was an – 3:26
10. Gekommen um zu bleiben – 3:10
11. Nur ein Wort – 3:56
12. Ich werde mein Leben lang üben, dich so zu lieben, wie ich dich lieben will, wenn du gehst– 2:52
13. Bist du nicht müde – 3:53

## Singles
- Gekommen um zu bleiben, 28 februari 2005
- Nur ein Wort, 17 mei 2005
- Von hier an blind, 26 september 2005
- Wenn es passiert, 13 januari 2006